# Eugeniusz Wachowiak
Eugeniusz Wachowiak (* 24. Dezember 1929 in Leszno, Polen) ist ein polnischer Lyriker und Übersetzer.

## Leben
Nach dem Grundschulabschluss wurde er ab 30. Juni 1943 Postjunghilfsarbeiter in Lissa (Leszno). Ab 1945 war er Schüler des Kaufmännischen Gymnasiums und Handelslyzeums in Leszno. 1954 begann er ein Studium an der Hochschule für Ökonomie in Posen als Diplomwirtschaftler. In demselben Jahr veröffentlichte er sein erstes Gedicht und 1958 den ersten Lyrikband. Seitdem erschienen siebzehn seiner Bände. In den Jahren 1954 bis 1984 war er Angestellter in Handels- und Industriebetrieben in Leszno, Wschowa und Posen.
Wachowiak übersetzte seit 1960 aus dem deutschen Sprachraum. In seiner Auswahl und Übersetzung erschien 1965 die erste kleinere Anthologie nach dem Zweiten Weltkrieg  in Polen. Es wurden von ihm  Lyrikbände von Johannes Bobrowski, Volker Braun, Else Lasker-Schüler, Ernst Meister, Ingeborg Santor und Johannes Poethen übersetzt sowie herausgegeben. Darüber hinaus war er Initiator und Mitherausgeber von Lyrikanthologien sowie des Gedichtbandes von Erich Arendt. Er war Gründer des Verlages des SPP (Stowarzyszenie Pisarzy Polskich/Verein Polnischer Schriftsteller) in Posen und des Roman Brandstaetter-Fonds. Mit Johannes Poethen unterzeichnete er 1991 den Vertrag über die Zusammenarbeit des Stuttgarter Schriftstellerhauses mit dem  Schriftstellerverein in Posen.
Wachowiak übersetzte ferner etwa 800 Gedichte, die seit 1960 in Büchern und Zeitschriften in Polen (u. a. Paul Celans Todesfuge) sowie in einer jüdisch-polnischen Zeitschrift in Israel erschienen sind. Schließlich auch die Prosaiker Marianne Bruns, Hanns Cibulka, Franz Fühmann, Rolf Hochhuth, Heinar Kipphardt, Karl May, Armin Müller, Leonie Ossowski, Rolf Schneider, Erwin Strittmatter, Ilse Tielsch, Franz Werfel und Rainer Wochele. Er veröffentlichte außerdem Briefe, Essays, Erinnerungen u. a. von Ernst Barlach, Johannes R. Becher, Willy Brandt, Karl Dedecius, Hans Magnus Enzensberger, Günter Grass, Reinhard Gröper, S. Kohlhammer, Lew Kopelew, Annemarie Müller-Górzno, Johannes Poethen und Hans Werner Richter.
In den Jahren 1960 bis 1983 war er Mitglied des  ZLP (Związek Literatów Polskich/Polnischer Schriftstellerverband). In den Jahren 1981 bis 1989 war er mit inoffiziellen von Zensur und amtlichen Behörden unabhängigen Schriftsteller- und Künstlerkreisen verbunden. Er ist seit 1984 freischaffend. Ab 1989 war er Mitglied des neugegründeten SPP und seit 1991 des PEN CLUBS. Er hatte Aufenthalte in Deutschland als Gast der INTER NATIONES, des Goethe-Instituts in Göttingen, des Deutschen-Polen-Instituts und des Stuttgarter Schriftstellerhauses, sowie bei einer Teilnahme am Übersetzerseminar in Buckow bei Berlin (Brecht-Zentrum) und am Hochschulferienkurs der Friedrich-Schiller-Universität in Weimar. Außerdem war er Stipendiat der Robert Bosch Stiftung, des Deutschen-Akademischen-Austausch-Dienstes (DAAD) und der Hessischen Staatskanzlei.
Wachowiak war erstmals 2002 zudem Initiator und Betreuer eines Lyrikwettbewerbs, den die Else-Lasker-Schüler-Gesellschaft in Polen für Gymnasiasten und Studenten unter dem Motto einer Zeile seines Gedichts Córo Izraela. Dieser Wettbewerb bildete den Auftakt für ein Else-Lasker-Schüler-Forum, das sowohl in Polen als auch in Israel stattfand.
Eugeniusz Wachowiak wohnte bis 1961 in Leszno, von 1961 bis 1973 in Wschowa, danach in Posen.

## Dokumentarfilm
1973 porträtierte der Regisseur Karlheinz Mund Wachowiak im 19-minütigen DEFA-Dokumentarfilm Mein Freund Genek.